# Jjajangmyeon
I jjajangmyeon (짜장면?, 炸醬麵?) o jajangmyeon (자장면?) sono un piatto sino-coreano costituito da spaghetti coreani accompagnati da una salsa densa a base di pasta di fagioli dolce (chunjang), maiale a dadini e verdure.
A questo piatto in Corea è dedicato il Black Day (블랙데이?, Beullaek de-iLR), ovverosia il 14 aprile, una festa in cui i single che non hanno ricevuto regali a San Valentino e al White Day si riuniscono a mangiare i jjajangmyeon.

## Storia
I jjajangmyeon comparvero per la prima volta nel 1905 al ristorante cinese Gonghwachun della Chinatown di Incheon, allora gestito da degli immigrati della provincia cinese dello Shandong, ora museo dedicato alla pietanza. Il piatto prese il nome dalla pronuncia coreana della pietanza cinese alla quale si ispirava, i zhájiàngmiàn (letteralmente "noodles con salsa fritta"), che fu modificata aggiungendo caramello e cipolla tritata per avvicinarsi ai gusti coreani.
A metà degli anni Cinquanta, appena dopo la guerra di Corea, i jjajangmyeon in Corea del Sud erano venduti a un prezzo talmente basso che chiunque poteva mangiarli senza problemi. Il piatto divenne popolarissimo tra i molti mercanti che visitavano il porto di Incheon, allora centro di scambi, e gli scaricatori del mercato del pesce, diffondendosi velocemente in tutto il Paese.

## Preparazione

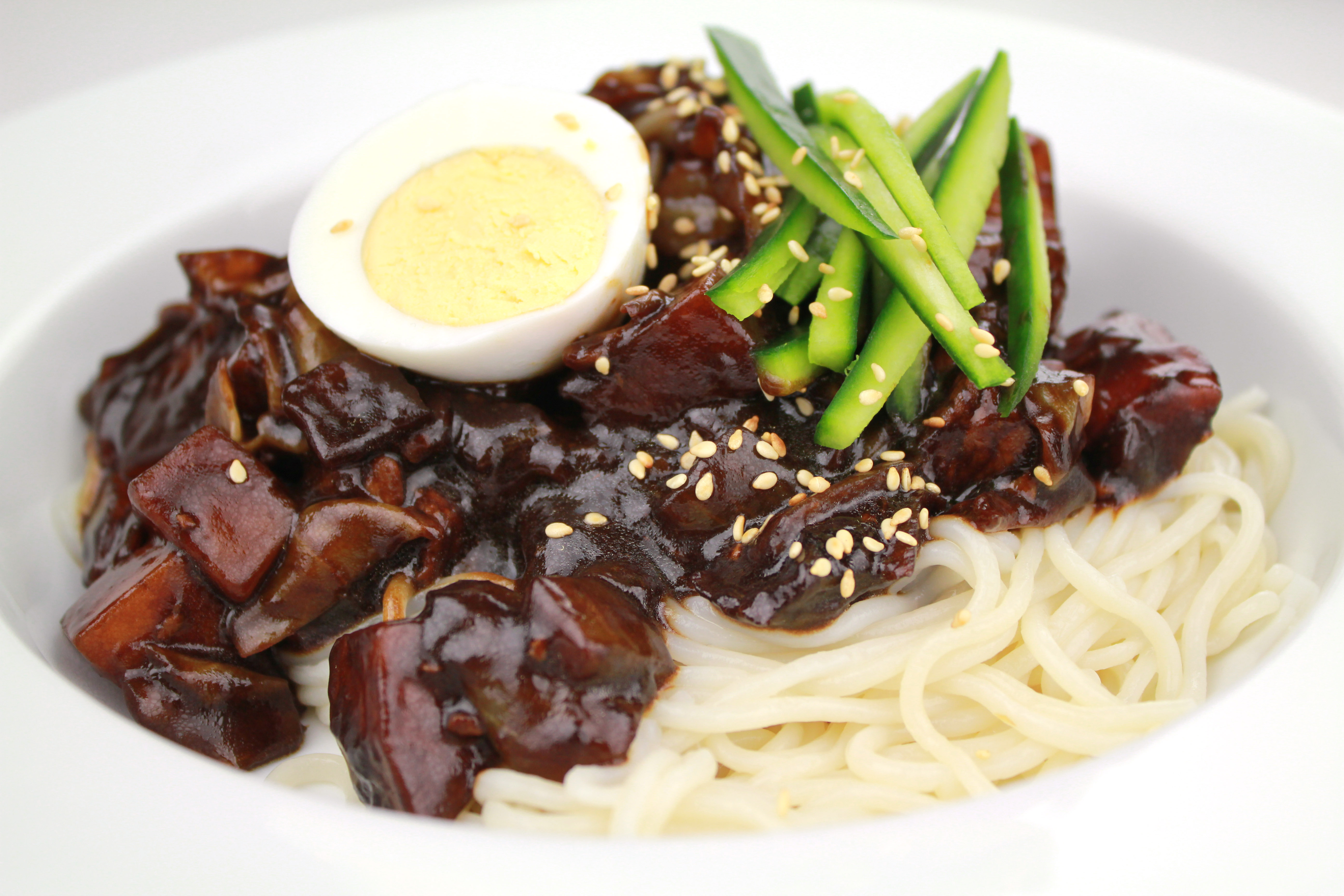
Jjajangmyeon serviti con uovo sodo, cetriolo e semi di sesamo tostato.

La base dei jjajangmyeon sono degli spaghetti spessi fatti a mano o tirati a macchina, preparati con farina di grano, sale, lievito e acqua. La salsa jjajang viene preparata con chunjang fritta con altri ingredienti quali salsa di soia e/o salsa di ostriche, carne (solitamente di maiale, ma a volte viene usato il manzo), frutti di mare (calamaro e/o gambero), scalogno, zenzero, aglio e verdure (di solito cipolle, zucchine o cavolo), brodo e acqua con amido.
Possono essere serviti con una guarnizione di cetriolo alla julienne, scalogno, uovo sodo o all'occhio di bue, gamberetti imbiancati e/o fette di germogli di bambù saltati in padella. Il piatto viene accompagnato solitamente da danmuji (ravanello sottaceto giallo), cipolla cruda a fette e chunjang per intingerla.

## Varianti
Diverse sono le varianti dei jjajangmyeon.
- Ganjjajang (간짜장?): hanno una salsa asciutta perché non vi vengono aggiunti il brodo e l'acqua con l'amido. "Gan" è la pronuncia cinese dell'ideogramma 乾 (건?, 乾?, geonLR; 干S, gānP), che significa "asciutto".[7]
- Jaengbanjjajang (쟁반짜장?): gli spaghetti sbollentati vengono saltati nel wok con la salsa e serviti in un piatto (쟁반?, jaengbanLR) invece che nella ciotola.[7]
- Yunijjajang (유니짜장?): jjajangmyeon con carne trita. Yuni deriva dalla lettura coreana della parola cinese ròuní (肉泥S; 육니?, yungniLR), che significa appunto "carne trita".[7]
- Samseonjjajang (삼선짜장?): contengono anche frutti di mare come calamaro e cozze. Samseon deriva dalla lettura coreana della parola cinese sānxiān (三鲜T) che significa "tre ingredienti freschi".[7]

Esistono poi piatti come jjajangbap e jjajangtteokbokki, che consistono rispettivamente in riso e tteokbokki serviti con la salsa jjajang.
I jjajangmyeon sono in commercio anche nella versione istantanea sotto forma di spaghetti secchi e verdure essiccate ai quali viene aggiunta acqua bollente, salsa jjajang in polvere o liquida e un po' di olio.